# Bogusław Janiszewski
Bogusław Janiszewski (ur. 1949 w Poznaniu, zm. 23 listopada 2006) - doktor habilitowany nauk prawnych, profesor Katedr Prawa Karnego Uniwersytetu Szczecińskiego i Uniwersytetu im. Adama Mickiewicza w Poznaniu.
Od 1993 doktor habilitowany nauk prawnych. Temat jego rozprawy habilitacyjnej brzmiał: Recydywa wielokrotna w prawie karnym. Zagadnienia nadzwyczajnego wymiaru kary.
Wiceprzewodniczący Rady Głównej Szkolnictwa Wyższego. Zastępca przewodniczącego towarzystwa Societas Humboldtiana Polonorum. Promotor jednej i recenzent czterech rozpraw doktorskich.
Wykładowca Europejskiego Uniwersytetu Viadrina we Frankfurcie nad Odrą (Collegium Polonicum w Słubicach). Aktywność naukowo-badawcza prof. Bogusława Janiszewskiego koncentrowała się na zagadnieniach prawa karnego materialnego, prawa penitencjarnego, procedury karnej, kryminologii i polityki kryminalnej.